# Michihiro Tsuruta
Michihiro Tsuruta (鶴田 道弘 Tsuruta Michihiro?), född 4 januari 1968 i Aichi prefektur, är en japansk före detta fotbollsspelare.
Tsuruta började sin karriär 1990 i Toyota Motors (Nagoya Grampus Eight). 1995 flyttade han till Vissel Kobe. Efter Vissel Kobe spelade han för Ventforet Kofu. Han avslutade karriären 2000.